# フジヤマ (模型メーカー)
フジヤマは埼玉県川口市西川口にあった真鍮製鉄道模型メーカー。主にHOゲージのアメリカ向けの輸出製品を生産していた。1960年代から1970年代に生産された同社の製品は高く評価される。